# Savitri Devi
Savitri Devi Mukherji (30 de setembro de 1905 — 22 de outubro de 1982) foi o pseudónimo de Maximiani Portas, uma intelectual e autora francesa de origem grega, italiana e inglesa. A sua obra caracterizou-se fundamentalmente pela defesa do nazismo. Tornou-se uma figura influente no seio de movimentos neo-fascistas após a segunda guerra mundial, tendo-lhe sido atribuído a criação do esoterismo nazi, um ramo moderno do conhecimento do esoterismo ocidental.
Em 1959, Savitri Devi escreve uma das suas mais conhecidas obras (ainda que sem nenhuma importância politica, acadêmica ou literária), A Deposição do Homem, um pseudo manifesto de direitos dos animais que é considerado provocador até por padrões actuais. Outra obra conhecida da autora, O Relâmpago e o Sol, no qual faz a apologia simultaneamente do Hinduísmo e do Nazismo, e proclamando Adolf Hitler como uma manifestação divina, um Avatar de Vishnu. Ela acreditava que Adolf Hitler teria sido um sacrificio para a Humanidade que levaria ao final do Kali Yuga, tendo este sido "induzido" por aqueles que ela acreditava serem as forças do mal, os judeus.

## Obras
- Advertência aos hindus - 1939
- O lago de lotus - 1940
- Os indianos não-hindus e a unidade indiana - 1940
- A eterna mensagem de Akhenaton: uma religião de 3.300 anos de antiguidade - 1940
- Filho do sol: a vida magnífica de Akhenaton, rei do Egito, contada aos jovens - 1942
- Um filho de Deus: a vida e a filosofia de Akhenaton - 1946
- Akhenaton: uma peça de teatro - 1948
- Desafio - 1953
- Paulo de Tarso ou cristianismo e judaísmo - 1958
- Peregrinação - 1958
- O raio e o sol - 1958
- A deposição do homem - 1959
- A verdadeira história da mais inqualificável nacional-socialista - 1961
- Duro como o aço da Krupp -1963
- Lembranças e reflexões de uma ariana - 1976
- Xinto: o caminho dos deuses - 1980